# Kabupaten de Gayo Lues
Le kabupaten de Gayo Lues est un kabupaten de la province d'Aceh, située à la pointe ouest de l'île de Sumatra.
En 2023, sa population était de 104 856 habitants.